# Ammospermophilus
Az Ammospermophilus az emlősök (Mammalia) osztályának a rágcsálók (Rodentia) rendjébe, ezen belül a mókusfélék (Sciuridae) családjába tartozó nem.

## Rendszerezés
A nembe az alábbi 5 faj tartozik:
- Harris-földimókus (Ammospermophilus harrisii) Audubon & Bachman, 1854
- San Joaquin-völgyi földimókus (Ammospermophilus nelsoni) Merriam, 1893
- texasi földimókus (Ammospermophilus interpres) Merriam, 1890
- fehérfarkú földimókus (Ammospermophilus leucurus) Merriam, 1889 - típusfaj
- Espíritu Santo-szigeti földimókus (Ammospermophilus insularis) Nelson & Goldman, 1909 - olykor a fehérfarkú földimókus alfajának tartják